# باول ستايسي
باول ستايسي (بالإنجليزية: Paul Stacey)‏ هو عازف قيثارة أمريكي، ولد في 27 سبتمبر 1963 في لندن في المملكة المتحدة.

## وصلات خارجية
- باول ستايسي على موقع ميوزك برينز (الإنجليزية)
- باول ستايسي على موقع ديسكوغز (الإنجليزية)